# Cofradía de la Santa Vera Cruz, Disciplina y Penitencia (Zamora)
La Santa Vera Cruz es una cofradía religiosa católica de la ciudad de Zamora, Castilla y León, España. Forma parte de la Semana Santa de Zamora con su procesión del Jueves Santo.

## Historia

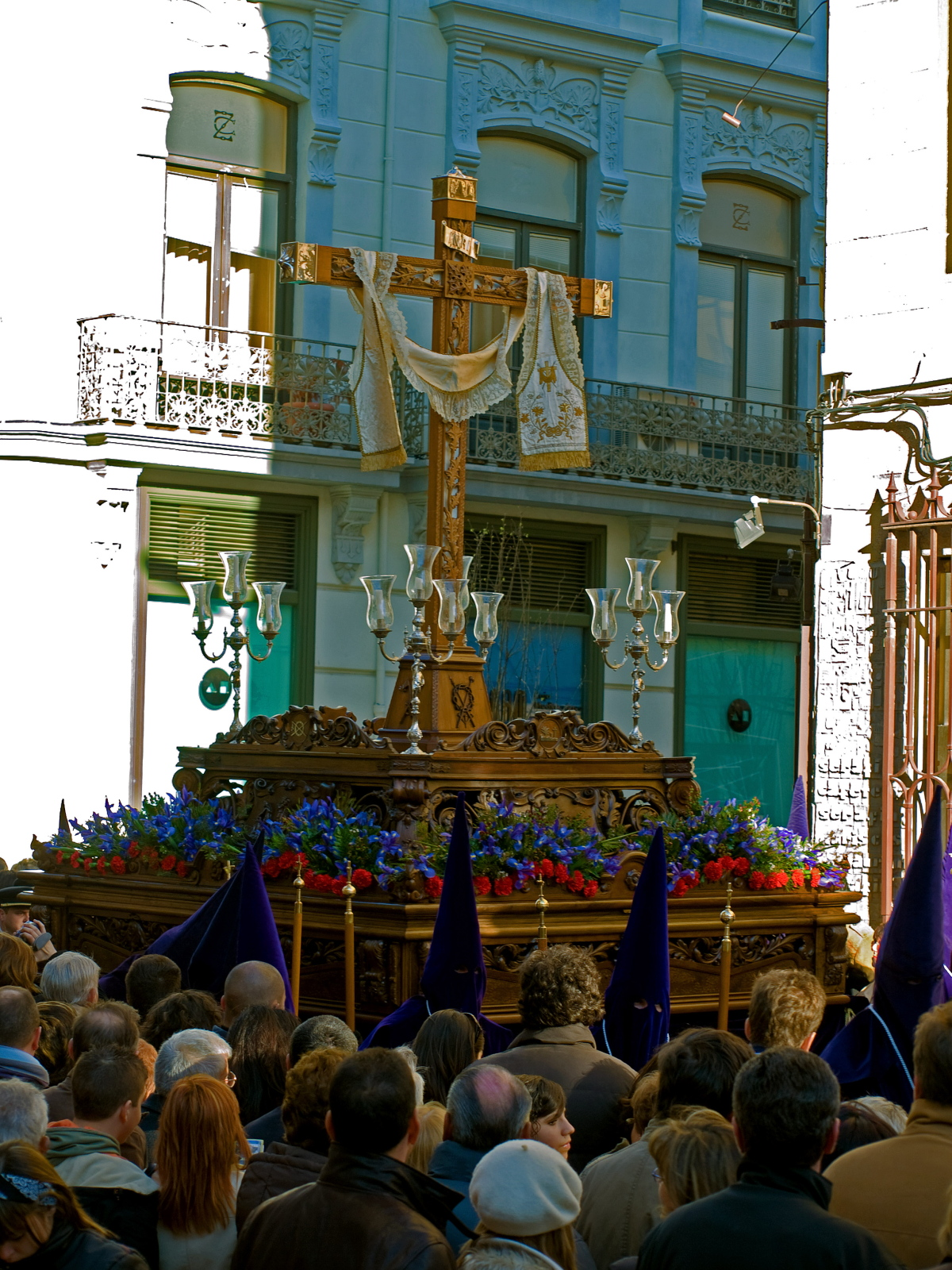
Procesión de la Vera Cruz

El primer documento escrito que se conserva de esta cofradía data de 1508, aunque sabemos que su origen se remonta a siglos anteriores. Se estableció en los conventos de San Francisco y Santo Domingo, alternando su salida procesional de uno u otro monasterio. A lo largo de su existencia se fusionó con diferentes cofradías con diferentes advocaciones, ya fueran propiamente de la Pasión o de santos. En 1810 se traslada a su sede actual, San Juan Bautista, y en la capilla de San Miguel instala sus primitivos pasos. La cofradía adquiere la práctica totalidad de su patrimonio escultórico entre el siglo XIX y el XX. Al realizarse el Museo de Semana Santa en 1964, traslada allí todos sus pasos excepto el Nazareno y la Virgen Dolorosa, que permanecen en las iglesias de San Juan y San Andrés respectivamente.

## Pasos

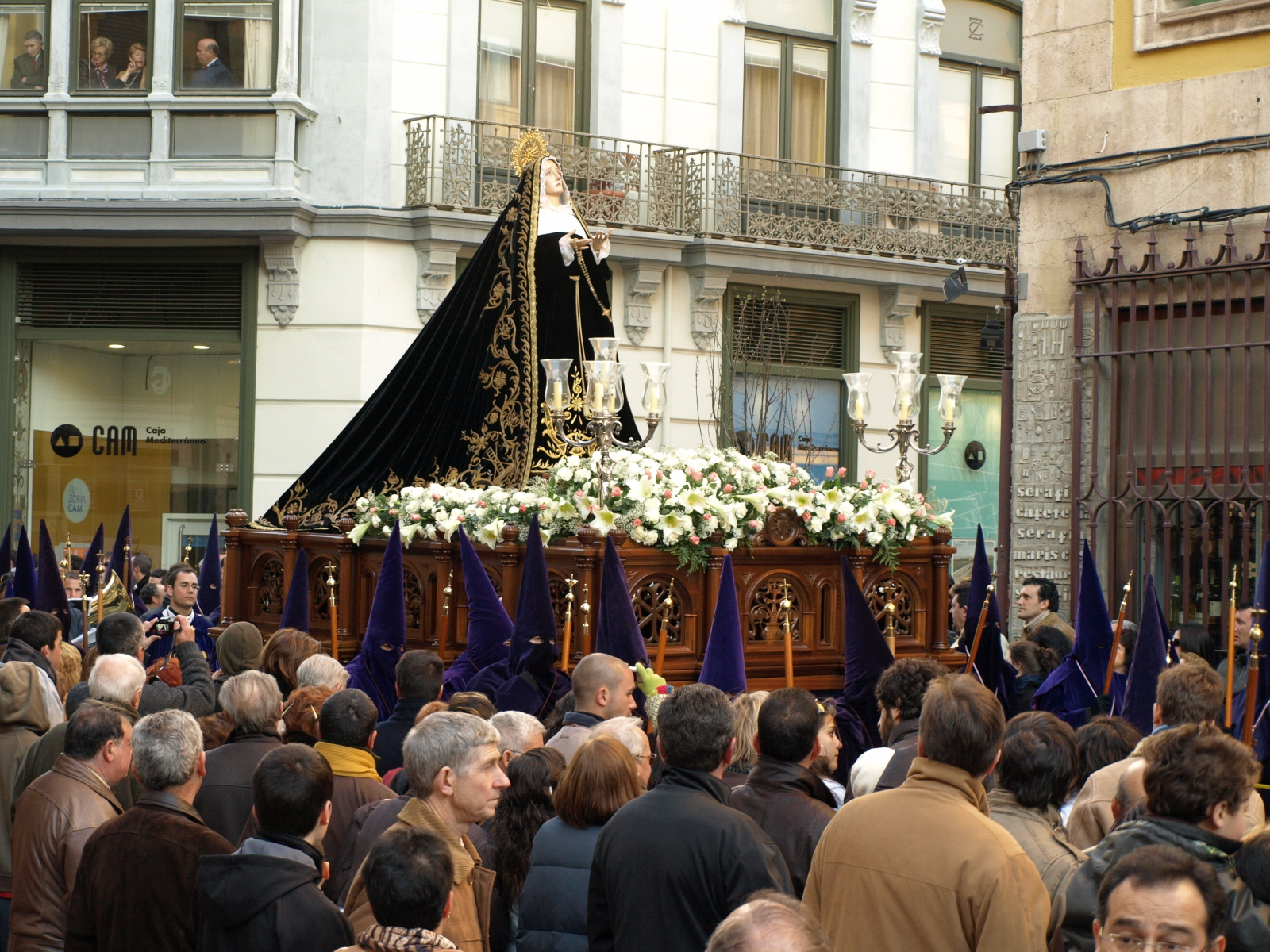
Procesión de la Vera Cruz

La Cofradía nace en torno a un nazareno y a una virgen dolorosa. Actualmente, su titular es el Nazareno de la Vera Cruz, talla anónima del siglo XVII, que anteriormente era portado por el gremio de molineros, lo que hace referencia histórica al carácter gremial que tenía la Vera Cruz. El Ecce Homo, obra de Gil de Ronza, es una de las tallas más antiguas de nuestra Semana Santa, datado en el siglo XVI, y recuperado para esta cofradía en la década de 1980. El paso de la Flagelación conserva los típicos sayones de cartón piedra, obra del siglo XVII, de José Sánchez de la Guerra. La Oración en el Huerto, encargada a la vez que la flagelación al mismo escultor, está compuesto por un ángel y el Señor. Durante mucho tiempo ha sido atribuido a Ramón Álvarez. El último grupo que adquirió la cofradía a finales del siglo XIX es el Predimiento de Miguel Torija. Ya en el siglo XX, adquiere la mayoría de sus actuales pasos: Santa Vera Cruz de Julio Gómez Sismo en 1918, La Sentencia de Ramón Núñez en 1927, La Dolorosa de Ricardo Segundo en 1942 (sustituyendo a una anterior), la Santa Cena de Fernando Mayoral en 1991, y La Coronación de Espinas en 1999 de Higinio Vázquez. Ya en el siglo XXI, la Cofradía cerrará su iconografía con el paso El lavatorio de Higinio Vázquez en el año 2001.

## Hábito
Túnica y caperuz de terciopelo morado. Cíngulo amarillo y cruz dorada. Los hermanos portan vara de madera rematada con cruz y sudario dorado.

## Música y sonidos
Abre el cortejo el Barandales y la Banda de Cornetas y Tambores "Ciudad de Zamora". Diferentes bandas de música acompañan a los grupos escultóricos. Tiene varias marchas dedicadas. La principal es La Cruz de Ángel Rodríguez con la que hacen su salida todos los grupos escultóricos de la cofradía. Otras obras dedicadas son El Nazareno de la Vera Cruz de Pedro Hernández Garriga, Que no se mueva y El Beso de la Traición de Antonio Santos. Ecce Homo de David Rivas.  En el año 2023 se añade Nazarenus También de Pedro Hernández Garriga y dedicada a la imagen Titular de la Cofradía

## Procesiones
La Santa Vera Cruz realiza dos salidas a lo largo del año. Una es en la tarde del Jueves Santo, cuando parte del Museo de Semana Santa portando todos sus pasos. Hace una parada en el atrio de la Catedral de Zamora donde los hermanos comparten la merienda. Los momentos más destacados son el itinerario por las rúas del casco antiguo y la estación en la Catedral. La otra salida es en la celebración de la Exaltación de la Cruz del 14 de septiembre en la iglesia de San Juan. Al terminar la eucaristía, la Santa Cruz regresa procesionalmente al Museo de Semana Santa.